# هيئة المنح الجامعية (الهند)
هيئة المنح الجامعية في الهند (UGC India) هي هيئة قانونية أنشأتها حكومة الاتحاد الهندي وفقًا لقانون UGC لعام 1956 بموجب وزارة تنمية الموارد البشرية، وهي مسؤولة عن التنسيق وتحديد معايير التعليم العالي والحفاظ عليها.
ويوفر الاعتراف للجامعات في الهند، وصرف الميزانيات لهذه الجامعات والكليات المعترف بها. يقع مقرها الرئيسي في نيودلهي ، ولديها ستة مراكز إقليمية في بونه وبوبال وكالكوتا وحيدرأباد وجواهاتي وبنغالور. تم إنشاء UGC على غرار لجنة المنح الجامعية في المملكة المتحدة والتي كانت لجنة استشارية تابعة للحكومة البريطانية وتنسح بشأن تمويل المنح بين الجامعات البريطانية. كانت اللجنة موجودة من 1919 حتى 1989.

## التاريخ
تم تشكيل هيئة المنح الجامعية لأول مرة في عام 1945 للإشراف على عمل الجامعات المركزية الثلاث في عليكره وبنارس ودلهي. تم توسعة مسؤوليتها في عام 1947 لتغطية جميع الجامعات الهندية.

## أنواع الجامعات
أنواع الجامعات التي تسيطر عليها هيئة المنح الجامعية ما يلي:
- الجمعات المركزية
- جامعات الولايات
- المعاهد اللتي تعتبر جامعات أو "Deemed to be University" ، هي حالة استقلالية تمنحها إدارة التعليم العالي بناءً على مشورة هيئة المنح الجماعية، بموجب المادة 3 من قانون الهيئة.[5]
- الجامعات الخاصة